# Diamond Dogs (Album)
Diamond Dogs ist das im Jahr 1974 veröffentlichte achte Studioalbum von David Bowie. Bowie nennt das Album selber sein Protest-Album; viele der acht Stücke beschreiben seine Sorge um die Zukunft der Menschheit und vermitteln eine apokalyptische Stimmung. Stilistisch verabschiedet sich Bowie mit Diamond Dogs von der gitarrenorientierten Rockmusik.

## Entstehung
Bowie hatte ursprünglich vor, ein Gesamtwerk aus Album, Film und Musical mit dem Titel The 1980 Floor Show zu produzieren, basierend auf dem Buch 1984 von George Orwell, die Erben Orwells erteilten aber hierfür nicht ihre Genehmigung. Fragmente jenes Vorhabens sind auf Diamond Dogs zu finden, was Musiktitel wie 1984 und Big Brother widerspiegeln.
Bowie übernahm nach der Entlassung von Mick Ronson aus seiner Begleitband auf diesem Album das Einspielen der Gitarrenspuren selbst. Was Bowie dabei an Fingerfertigkeit fehlte, machte er durch raffinierte Soundeffekte wieder wett.

## Cover
Das Cover wurde von Guy Peellaert gemalt und zeigt das Gesicht Ziggy Stardusts, der Körper verläuft aber anschließend in die Figur eines vergoldeten Hundes.

## Rezeption
In Band 1 seiner Buchreihe Rock vergibt das Magazin eclipsed für das Werk die höchste Kategorie Kaufrausch. Das Album landet in der Gesamtschau aller Bowie-Alben in dieser Publikation auf Platz 5.

## Titelliste
1. Future Legend – 1:03
2. Diamond Dogs – 6:04
3. Sweet Thing - Candidate - Sweet Thing Reprise – 8:47
4. Rebel Rebel – 4:29
5. Rock’n’Roll With Me – 4:01
6. We Are The Dead – 4:57
7. 1984 – 3:25
8. Big Brother - Chant Of The Ever Circling Skeletal Family – 5:26

### Musiker
- David Bowie – Gesang, Gitarre, Saxophon
- Earl Slick – Gitarre
- Mike Garson – Keyboards
- Herbie Flowers – Bassgitarre
- Tony Newman – Schlagzeug